# 理查德·霍布魯克
理查德·查尔斯·亞伯特·霍布鲁克（英語：Richard Charles Albert Holbrooke，1941年4月24日—2010年12月13日），生於美國紐約市，資深外交官、雜誌編輯、作家、和平隊官員。曾任美國助理國務卿、美國駐聯合國和駐德國大使，是美國史上唯一一位曾擔任兩個不同區域（亞洲、歐洲）助理國務卿的人。
曾七度獲提名角逐諾貝爾和平獎，以富有耐性、意志堅定、擅長協調而聞名，在外交界有「推土機」（the bulldozer）的綽號。被《時代周刊》譽為「華府最受歡迎的終極外交官」和「美國最強悍的外交策略家」。

## 生平
1962年，畢業於布朗大学。
1977年，美國國務卿至中國訪問。霍布魯克擔任東亞暨太平洋事務助理國務卿，曾經因此被派遣至臺灣，向蔣經國總統說明美國態度。
1978年，負責美國與中國關係正常化的進程，組織工作小組，推動《中美建交公報》的簽署。
1995年參與調停波士尼亞戰爭，讓岱頓協定成功簽署。
2001年，在《华盛顿邮报》發表文章，主張因應反恐議題，美國應與中國簽署第四公報，並藉此機會重新定位華府對北京關係及對臺北關係。因此被中華民國的外交官認定為親北京派的美國外交官。
2010年12月10日，與國務卿會面時身體不適被送醫急救。12月13日，因主动脉夹层破裂去世。